# 塾弁
塾弁（じゅくべん）とは、学習塾に通う生徒が、その塾の施設内で食べるために家庭から持ち込む弁当のことを指す。スーパーウェブが登録商標を保有している（「塾弁」:登録番号第5419342号）。

## 概説
小中学生の生徒が通う学習塾では夕刻から授業があり、特に進学塾では夜遅くにまで授業が及び家庭内で夕食を食事をとることが困難となっている。そのような子供たちのために親は弁当を持たせ学習塾の側も生徒が食事をとれるよう午後6時から7時くらいの間に20分程度の食事時間を空けている。
塾における食事のための休憩時間は短いため、炭水化物を中心に主食を塾弁にし副菜を家庭での夜食にして合わせて一食とするなどの工夫がなされている。
また、夏期講習・冬期講習においては、弁当を昼食と夕食用の2回に分けて進学塾に持ち込むことも珍しくなくなっている。